# Andrena wolfi
Andrena wolfi là một loài Hymenoptera trong họ Andrenidae. Loài này được Gusenleitner & Scheuchl mô tả khoa học năm 2000.